# دانيال دوغرتي
دانيال دوغرتي (بالإنجليزية: Daniel Dougherty)‏ هو محامي أمريكي، ولد في 15 أكتوبر 1826 في فيلادلفيا في الولايات المتحدة، وتوفي بنفس المكان في 5 سبتمبر 1892.